# Kölnische Volkszeitung
Kölnische Volkszeitung var en dagstidning i Köln, grundad av Josef Bachem 1868 och nedlagd 1941.
Kölnische Volkszeitung var organ för Centrumpartiet i Rhenlandet.